# Potentiomètre

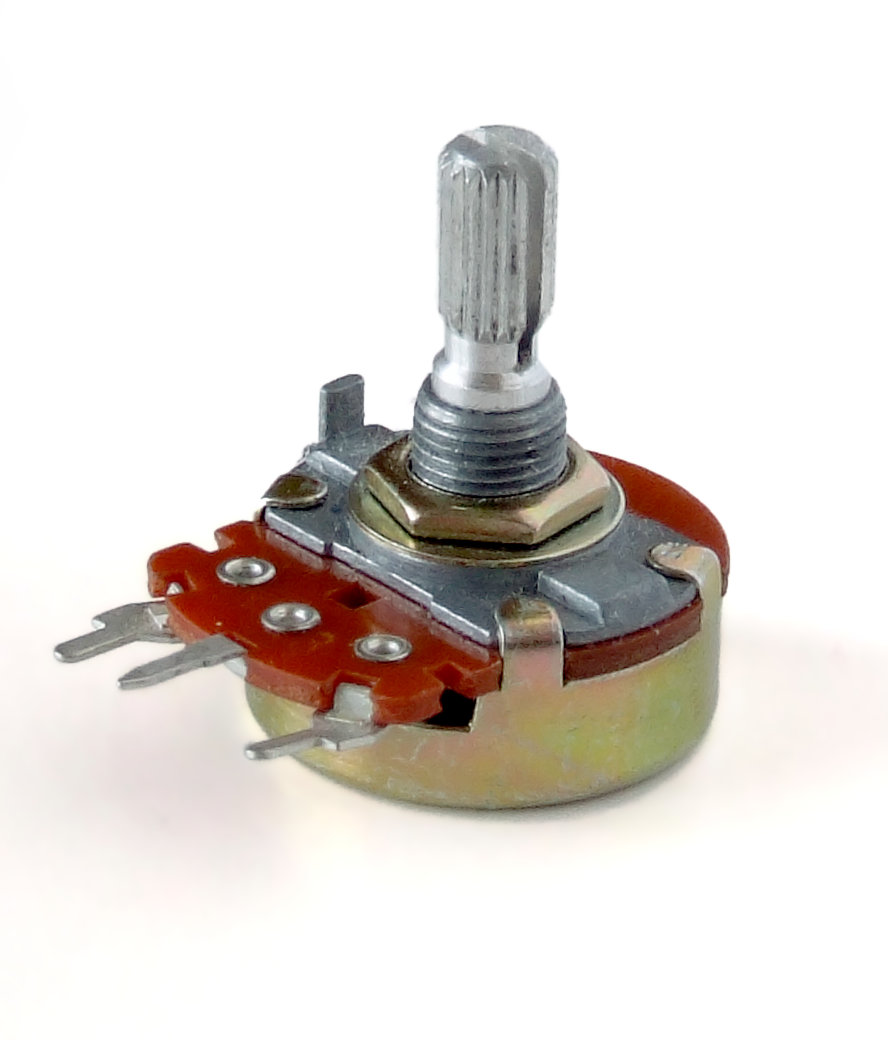
Un potentiomètre rotatif standard.

Symboles du potentiomètre (en haut, symbole européen et international, en bas uniquement américain).

Un potentiomètre (appelé familièrement potard) est un type de résistance variable à trois bornes, dont une est reliée à un curseur se déplaçant sur une piste résistante terminée par les deux autres bornes. Ce système permet de recueillir, entre la borne reliée au curseur et une des deux autres bornes, une tension qui dépend de la position du curseur et de la tension à laquelle est soumise la résistance.
Il existe l'équivalent sous forme de circuit intégré : le potentiomètre numérique, dorénavant très utilisé dans l'électronique analogique à commande numérique.

## Historique

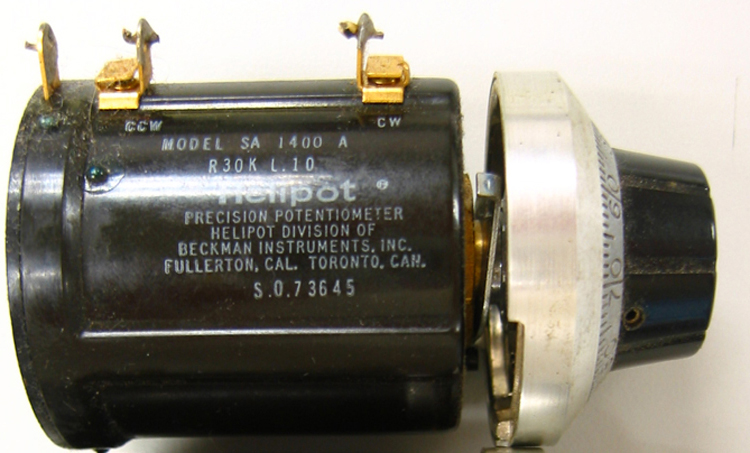
Le potentiomètre Helipot Beckman SA1400A.

Ce dispositif a été inventé par Johann Christian Poggendorff en 1841, afin de réaliser une mesure précise des potentiels de piles (par méthode d'opposition), d'où son nom. C'était alors un rhéostat circulaire dont l'index rotatif était maintenu par un ressort en contact avec un fil enroulé.
En 1939, le groupe anglo-américain de recherche travaillant sur le radar (radio detecting and ranging) avait remarqué la sensibilité des potentiomètres de réglage des pH-mètres de marque Beckman. L'un des chercheurs du programme, Paul Rosenberg, du Laboratoire des rayonnements du MIT, avait montré qu'ils étaient dix fois plus sensibles que les autres potentiomètres. Beckman avait, du reste, breveté ces composants sous la marque helipot (abréviation de POTentiomètre HELIcoïdal). Il fallait néanmoins les adapter pour qu'ils puissent supporter les incessants chocs et vibrations affectant les véhicules militaires. Pour le contact électrique ponctuel, il remplaça le ressort du rhéostat par un index tournant guidé dans une entaille à la base du bouton : en supprimant une pièce fragile, il devenait ainsi possible de faire tourner le point de contact sans risque de coupure du circuit.

## Utilisation
Les potentiomètres sont couramment employés dans les circuits électroniques. Ils servent par exemple à contrôler le volume d'une radio. Les potentiomètres peuvent aussi être utilisés comme des transducteurs puisqu'ils convertissent une position en une tension. Ce type de dispositif peut être rencontré dans des joysticks. Des potentiomètres de petite taille (les trimmers ou trimpots) se retrouvent fréquemment sur les circuits qui nécessitent des ajustements précis pour leur bon fonctionnement. Dans les appareils de la vie quotidienne, ces petits potentiomètres montés à même le circuit sont rarement destinés à être contrôlés par l'utilisateur final.

## Types de potentiomètres
Un potentiomètre peut être :
- rectiligne ou rotatif ;
- à gradation linéaire ou logarithmique (« audio ») ou anti-logarithmique (« audio inverse ») : une variation logarithmique est en effet bien adaptée à la perception auditive humaine (loi de Fechner) ;
- analogique ou numérique ;
- mono ou stéréo ;
- avec position d'arrêt ou pas (présence d'un petit cran lorsqu'on le tourne à fond à gauche, lié à un interrupteur) ;
- avec cran central (« cranté », permet d'avoir une position « zéro » au centre de la piste) ;
- couplé (potentiomètre numérique commandé par un potentiomètre analogique).

### Potentiomètre linéaire
Un potentiomètre linéaire est un potentiomètre dont la valeur de résistance varie proportionnellement à la distance entre ses bornes et le curseur. Il est utilisé, par exemple dans une source de tension variable. Ce principe est utilisé dans les appareils de mesure tels que le pied à coulisse.
La variation est progressive : quand le curseur se trouve au centre de la piste, la résistance ohmique que l'on peut mesurer entre le curseur et une extrémité « a » est la même que celle que l'on peut mesurer entre le curseur et l'autre extrémité « b » : Ra = Rb (ainsi, si le potentiomètre est un modèle de 100 kΩ, Ra = Rb = 50 kΩ). Quand le curseur est à 80 % de sa course (proche de l'extrémité haute), Ra = 20 % de la résistance totale, Rb = 80 % de la résistance totale. Il s'agit du type de potentiomètre qui est utilisé par défaut si rien n'est spécifié par l'auteur du schéma électronique, sauf s'il s'agit d'un potentiomètre de volume (dans ce cas un modèle logarithmique est requis).

### Potentiomètre logarithmique
La résistance de ce type de potentiomètre varie de façon logarithmique ou exponentielle, c'est-à-dire que la valeur de sa résistance augmente ou diminue de plus en plus rapidement lorsque l'on déplace le curseur.
La variation de la valeur de la résistance entre le curseur et une extrémité répond à une fonction logarithmique. Quand le curseur se trouve au centre de la piste, la résistance ohmique que l'on peut mesurer entre le curseur et une extrémité n'est pas la même que celle que l'on peut mesurer entre le curseur et l'autre extrémité : Ra ≠ Rb. Pour donner un ordre de grandeur et pour compléter les trois exemples cités ci-avant, Ra = Rb quand le curseur est à 90 % de sa course totale. Il est évident que l'on ne peut pas utiliser un potentiomètre de ce type dans une alimentation secteur pour ajuster finement la tension de sortie. En effet, la variation est lente quand le curseur se déplace vers une extrémité, et est très rapide quand le curseur arrive sur l'autre extrémité. Ce type de potentiomètre est principalement utilisé pour les réglages de volume sonore, pour « coller » à la caractéristique de l'oreille, qui possède justement une réponse logarithmique à la pression que l'air exerce sur les tympans (voir loi de Fechner). À cause de cette particularité, le respect du sens de branchement des deux extrémités de la piste résistive a bien plus d'importance que pour le potentiomètre linéaire.
Il est à noter que les limitations techniques rendent impossibles la fabrication de potentiomètres dont la variation de résistivité est véritablement continue ; en réalité, une mesure précise de la résistance selon la position du curseur donnera une fonction affine par morceaux approximant une fonction logarithmique, l’erreur dépendant de la qualité du potentiomètre.

### Potentiomètre à prise médiane

Symbole d'un potentiomètre avec prise médiane.

Le potentiomètre à prise médiane, principalement utilisé dans les anciens amplificateurs, n'est plus utilisé depuis la fin des années 1980 pour ces applications. Ce type de potentiomètre continue d'être utilisé pour la lecture de position, et permet de faire une mesure différentielle entre le curseur et le point milieu.
Ce type de résistance variable est, électroniquement, presque équivalent à un potentiomètre ayant deux résistances fixes raccordées aux deux bornes qui ne sont pas le curseur.

### Potentiomètre numérique
Un potentiomètre numérique est un composant actif qui simule le comportement d'un potentiomètre analogique, mais à la différence de ce dernier, on ne fait pas varier sa résistance mécaniquement en le tournant. Il varie sa résistance en fonction d'une valeur numérique (souvent un octet) qu'il reçoit. Il ne peut donc prendre qu'un nombre fini n de valeurs de résistances possibles. L'échelle de correspondance entre les n valeurs numériques et les différentes valeurs de résistances sont propres à chaque modèle de potentiomètre.
Ce type de potentiomètre est souvent limité à quelques dizaines de milliampères en entrée et à une tension maximale de 5 volts. Le changement de polarité à ses bornes peut poser un problème, en faisant varier sa résistance au passage et donc en induisant des déformations non linéaires du signal.

## Puissance
Les potentiomètres ne sont généralement pas prévus pour contrôler de fortes puissances (supérieures à un watt). Ils servent plutôt à l'ajustement de signaux analogiques comme le volume dans un système audio ou l'intensité d'une DEL. Un dispositif de puissance, comme un gradateur, utilisera un potentiomètre qui commande d'autres composants de puissance (comme un triac). Les composants de puissance se chargeront du passage du courant vers une lampe ou un ventilateur par exemple.

## Codes

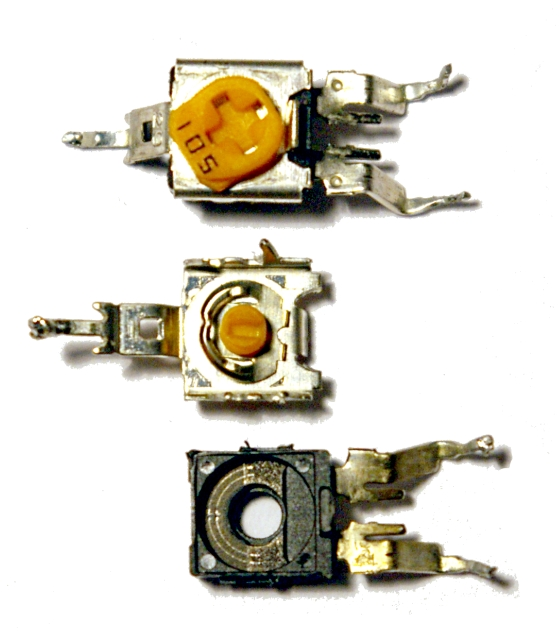
Les différentes parties d'un trimpot :
- En haut, le support de la vis de réglage.
- Au centre, le curseur métallique.
- En bas, la piste résistive circulaire.

Les potentiomètres possèdent des codes qui permettent de les identifier. Sur les plus gros, la résistance est généralement indiquée de manière explicite, en ohm (par exemple « 500K » pour 500 000 Ω). Sur les trimmers, la notation est plus concise avec trois chiffres, les deux premiers étant les chiffres significatifs et le dernier le multiplicateur (la puissance de 10 correspondante). Par exemple, le code « 501 » correspond à 50·101, soit 500 Ω. Le code « 103 » correspond à 10·103, soit 10 kΩ.
Le type de bande résistive n'est indiqué que sur les potentiomètres d'une certaine taille. Le tableau suivant résume les codes des potentiomètres les plus usités.
Attention, les nomenclatures diffèrent entre l’Europe et USA, Japon.
| Fonction           | Code                                                   |
| ------------------ | ------------------------------------------------------ |
| Linéaire           | A (Europe), B (USA, Japon), ou « LIN »                 |
| Logarithmique      | B (Europe), A (USA, Japon), ou « LOG », ou Audio (USA) |
| Anti-logarithmique | F (ancien code), C (code moderne)                      |

## Utilisations des potentiomètres
Les potentiomètres sont largement présents dans les circuits pour assurer l'interaction avec l'utilisateur ou des réglages par l'électronicien. La plupart des circuits dans les appareils électroniques grand public en possèdent, que ce soit sous leur forme analogique ou numérique. Toutefois, avec l'avènement de l'ère numérique, les potentiomètres analogiques sont sur le déclin et sont souvent remplacés par des contrôles numériques. Les constructeurs d'appareils audio restent encore très attachés aux potentiomètres puisqu'on les retrouve dans le réglage du volume/fréquence sur les radios, les équaliseurs, etc.

### Applications audio/vidéo

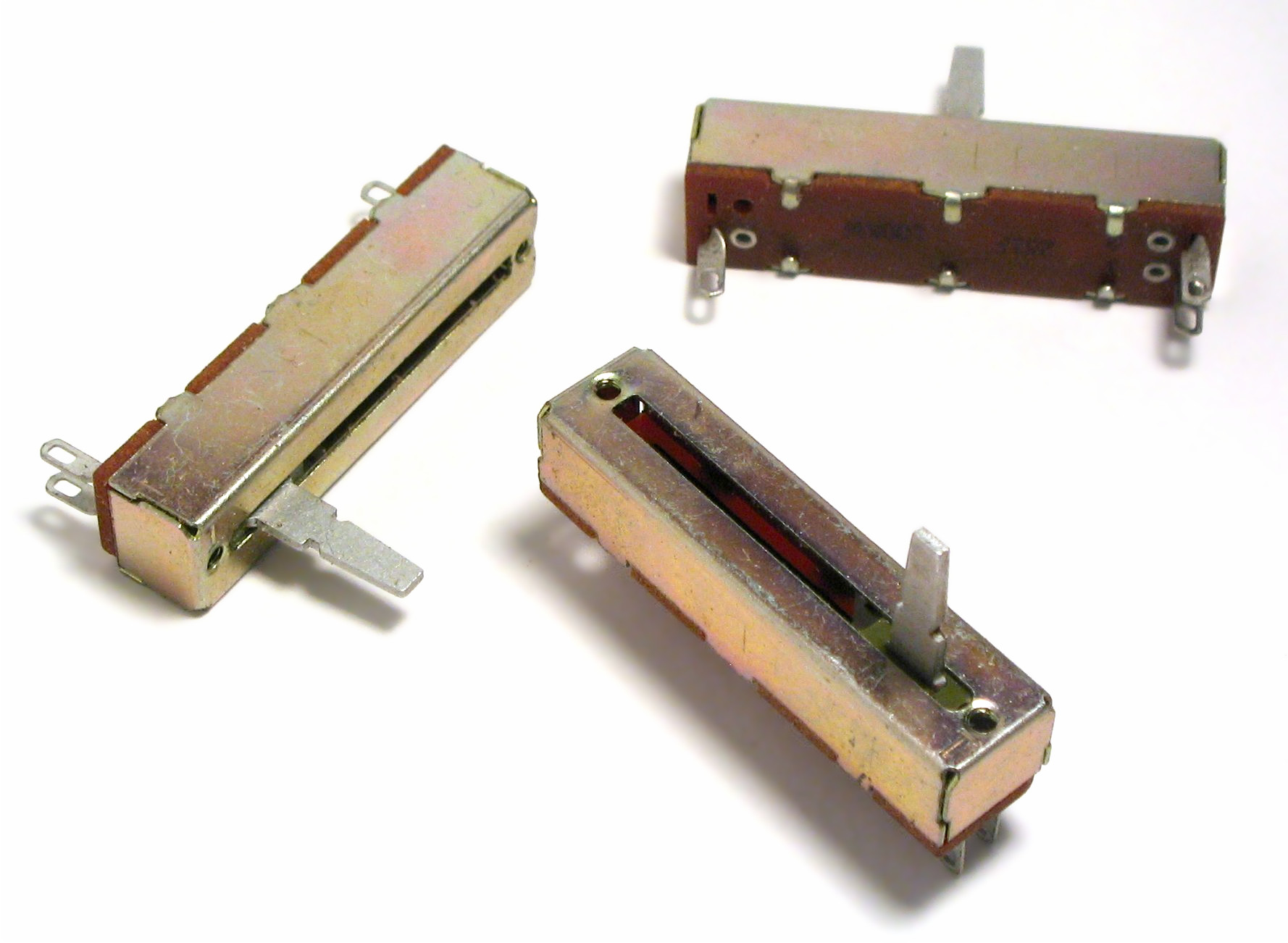
Potentiomètres rectilignes (faders)

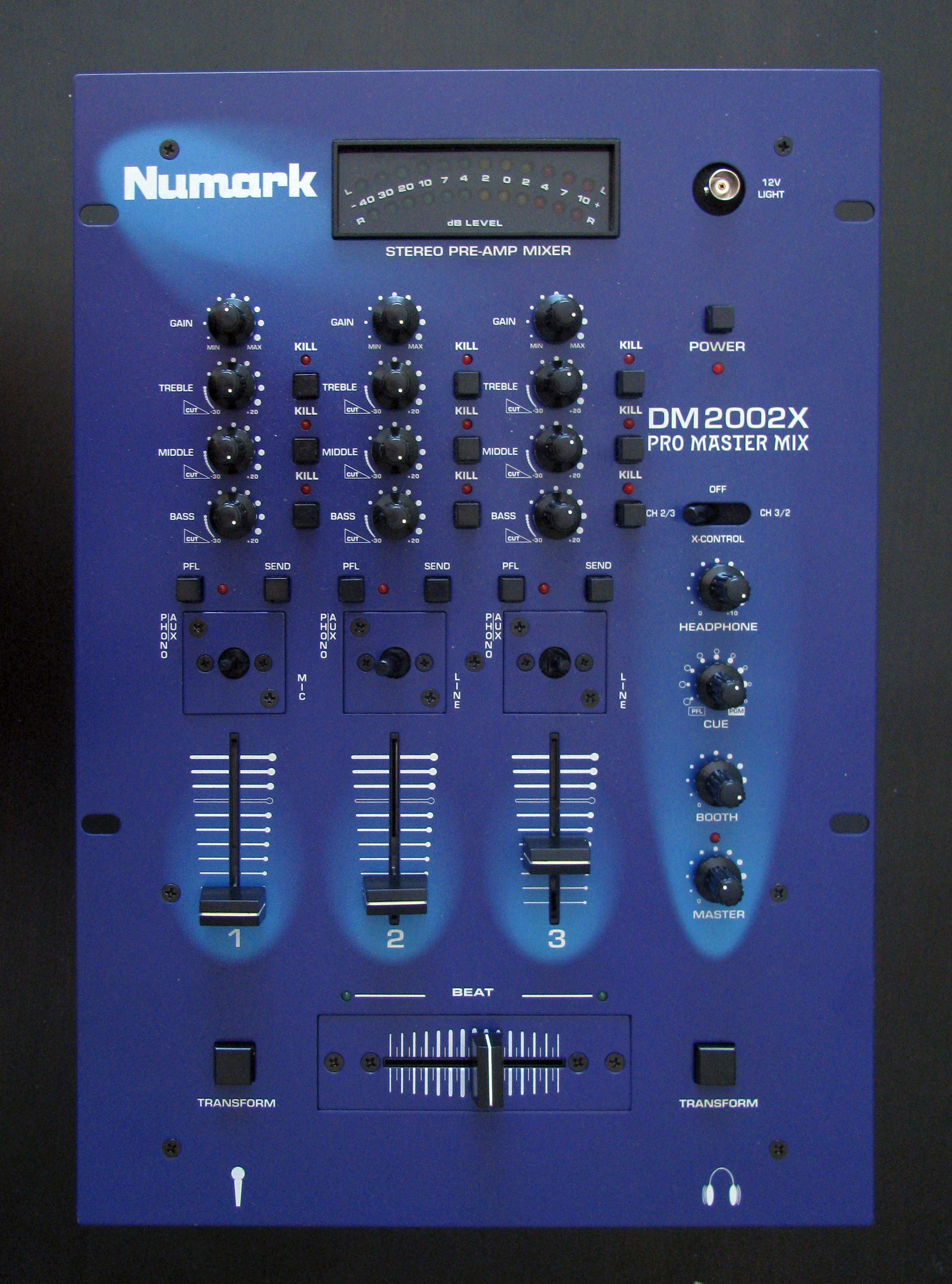
Console de mixage avec des potentiomètres rotatifs et rectilignes

Les appareils destinés au traitement du son ou de la vidéo possèdent souvent des potentiomètres, qu'ils soient rectilignes ou rotatifs. Ces potentiomètres permettent de contrôler les divers paramètres relatifs au son (volume, fréquence, etc.). Les potentiomètres se retrouvent sur des amplificateurs, des pédales d'effet, des synthétiseurs, ou encore sur les guitares électriques.
Le potentiomètre log (pour logarithmique) est employé pour modifier le volume dans les amplificateurs, les radios, etc. Sa courbe logarithmique est volontairement choisie pour s'apparenter le plus possible à la sensibilité de l'oreille humaine. La réponse en amplitude chez l'humain est en effet logarithmique. Cela permet de simuler une linéarité lors de la rotation du potentiomètre. Par exemple, pour un potentiomètre entre 1 et 10, la valeur 9 aura un volume deux fois plus faible que le maximum (10). Le potentiomètre de type anti-log est l'inverse du log. Il est en général combiné avec un log, par exemple pour gérer la balance dans une installation stéréo (augmenter le son d'un côté doit le diminuer de l'autre).
Les potentiomètres rectilignes sont fréquents sur les appareils de réglage du son comme les équaliseurs ou les tables de mixage. On les rencontre aussi sur les radios pour le réglage du volume ou de la fréquence de réception.

### Télévision
Sur les anciens modèles de télévision, les potentiomètres rotatifs permettent de régler le contraste, la luminosité ou encore la saturation. D'autres appareils possèdent également un potentiomètre vertical hold qui ajuste la fréquence de synchronisation entre le signal reçu et la vitesse de balayage. Les appareils actuellement fabriqués sont en grande partie contrôlés par l'utilisateur au travers de contrôles discrets. Par exemple, le réglage du contraste sur un écran d'ordinateur peut se faire au travers de deux boutons (+ et –) sur une gamme réduite de valeurs possibles (par exemple entre 1 et 100).

### Transducteurs
Les potentiomètres permettent de convertir un déplacement ou une rotation vers d'autres grandeurs physiques (résistance/tension/courant). Ce principe permet de réaliser des capteurs. Un tel dispositif est utilisé dans les pédales d'effet de guitare de type wah-wah : la pédale amovible est reliée à une crémaillère dont les dents font tourner un engrenage monté sur un potentiomètre. Ce dernier permet de contrôler l'intensité de l'effet sonore. Un potentiomètre est également utilisé pour mesurer l'angle d'ouverture du papillon d'un moteur à allumage commandé à injection électronique.

### Ordinateurs
Dans les ordinateurs analogiques, les potentiomètres permettent d'amplifier ou réduire des valeurs intermédiaires par des constantes, ou encore de définir des valeurs initiales pour un calcul. Un potentiomètre activé par un mécanisme motorisé pouvait être employé comme un générateur de fonction.

### Utilisation en résistance variable

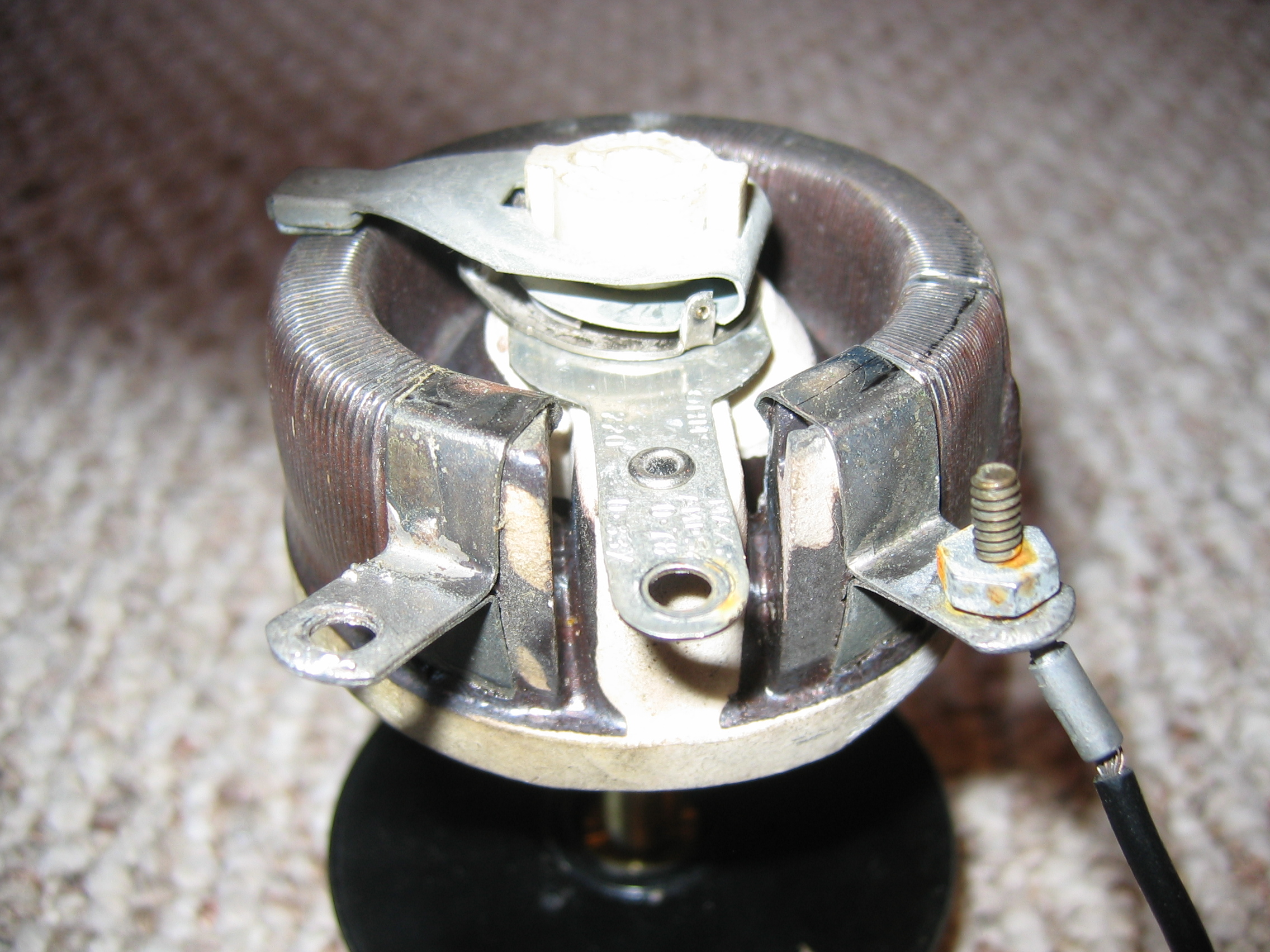
Potentiomètre de puissance avec une bande résistive formée par un bobinage généralement câblé pour former un rhéostat.

On utilise le potentiomètre comme une résistance variable afin de pouvoir modifier l'intensité du courant. Ce dispositif s'appelle un rhéostat. Certaines résistances qui sont conçues pour cette application sont bobinées d'une manière particulière : la section du conducteur est plus importante à une extrémité du potentiomètre.

### Schéma équivalent

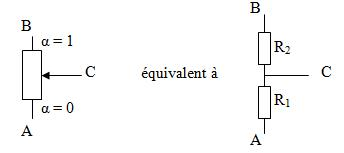
Schéma équivalent potentiomètre

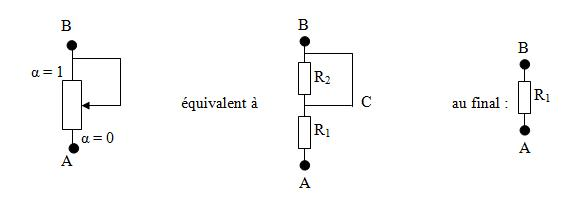
Schéma équivalent résistance variable

Pour les formulations, un potentiomètre de valeur P est à considérer comme 2 résistances R1 et R2 dont le point commun est le curseur. Ces 2 résistances ont alors une valeur fonction de la position du curseur.
On repère cette position par un paramètre α ou a compris entre 0 % (ou 0) et 100 % (ou 1). On choisit α = 0 pour une extrémité (A) de la piste et α = 1 pour l'autre extrémité (B).
On a alors :
{\displaystyle R_{1}=\alpha .P,\,\,R_{2}=(1-\alpha ).P\quad {\text{et donc}}\quad R_{1}+R_{2}=P}
Utilisé en résistance variable, le schéma équivalent se simplifie :
On a alors :
{\displaystyle R_{AB}=\alpha .P}